# 陽明春曉
陽明春曉原名《三月桃花》，梆笛獨奏曲，董榕森於1965年所作。描寫陽明山春天優美的風景和遊人歡樂的心情。其片段曾作為中華電視公司國語文教學節目《每日一字》的主題曲，演奏者不公開，為台灣人熟識。曾被選入「二十世紀華人經典作品」。台灣許多國樂團笛子考試的指定曲。政經傳媒英文單字教學節目《教菜英文》中，揭曉本集單字的配樂。

## 樂曲結構
本曲採ABA的曲式。
1. 輕快的快板，運用輕快的吐音、裝飾音、歷音以及快速的連音旋律等，充分表現出歡快的感覺。
2. 抒情的慢板，大量運用滑音的技巧來抒發情感。
3. 第1段的主題再現，較第1段速度更快，情緒更激烈，結束前以大量具特色的歷音裝飾，為樂曲的高潮。

## 外部連結
- 陽明春曉－YouTube